# Hirth Hi-20
Die Hirth Hi-20 MoSe war ein Motorsegler mit Klapptriebwerk in den 1930er Jahren.

## Technik
Wolf Hirth schwebte ein eigenstartfähiger Motorsegler zum Luftwandern vor. Um die Sache zu vereinfachen, wurden Tragflächen und Leitwerk von der serienmäßigen Gö-4 übernommen. Es wurde allerdings ein neuer schlankerer Stahlrohrrumpf gebaut, der den Piloten und das Triebwerk aufnehmen sollte. Ein neuer Vierzylinder-Zweitaktmotor mit 25 PS Leistung wurde von W. Krautter entwickelt. Das Triebwerk trieb über eine Fernwelle mit Winkelgetriebe einen 1,40 m messenden Zweiblattpropeller in Druckanordnung an. Die Untersetzung im Winkelgetriebe betrug 2,3:1. Die ganze Antriebsanordnung mit Motor und Propellermast war drehbar gelagert und klappte beim Einfahren in die Waagerechte. Der Propeller lag dann im hinteren Rumpfteil, während der Motor hinter dem Rückspant der Kabine zu liegen kam. Zwei Klappen verschlossen den Rumpfrücken. Für den Selbststart waren zwei Räder in Tandemanordnung eingebaut. Der Erstflug fand im Oktober 1941 im Flugzeugschlepp statt. Es fanden noch motorisierte Flüge statt, aber der Krieg verhinderte eine Weiterentwicklung.

## Technische Daten
| Kenngröße         | Daten                                  |
| ----------------- | -------------------------------------- |
| Besatzung         | 1                                      |
| Länge             | 6,88 m                                 |
| Spannweite        | 14,80 m (1,80 m geklappt)              |
| Höhe              | 1,92 m (1,90 m geklappt)               |
| Flügelfläche      | 18,70 m²                               |
| Flügelstreckung   | 11,7                                   |
| V-Form            | 5°                                     |
| Pfeilung          | 3°                                     |
| Gleitzahl         | 19                                     |
| geringstes Sinken | 0,9 m/s bei eingefahrenem Propellerarm |
| Leermasse         | 280 kg                                 |
| Startmasse        | 380 kg                                 |
| Flächenbelastung  | 18,4 kg/m²                             |
| Flächenleistung   | 1,07 PS/m²                             |